# Гора Маат
Гора Маат (лат. Maat Mons) — найвищий венеріанський вулкан і друга за висотою гора планети. Вулкан названий на честь давньоєгипетської богині правди і справедливості Маат. Розташований в області Атли, межує з горою Уззиних і горою Онгвуті; координати центру — 0°30′ пн. ш. 194°36′ сх. д. / 0.5° пн. ш. 194.6° сх. д.

## Опис
Гора Маат височить майже на 5 км над навколишньою місцевістю і на ∼9 км над середнім рівнем поверхні Венери. Це робить її другою за висотою височиною Венери після гір Максвелла (які перевищують її більш ніж на кілометр), і найвищим на планеті вулканом. Атмосферний тиск на вершині гори Маат на 40 % нижче, ніж на середньому рівні поверхні, і становить 55 бар.
Гора Маат — це щитовий вулкан діаметром в сотні кілометрів з дуже пологими (в середньому 1,25°) схилами. Ці схили вкриті потоками застиглої лави довжиною до 400 км. На вершині гори знаходиться кальдера розміром 28 × 31 км, всередині якої є щонайменше п'ять вулканічних кратерів діаметром 5-10 км. Уздовж південно-східного схилу вулкана (на 40 км) спостерігається ряд дрібних (3-5 км) кратерів. Ймовірно, це результат не виверження, а обвалення: на радарних знімках космічного апарата «Магеллан» з розширенням 75 м/піксель навколо цих кратерів не видно ніяких підвищень.
Більшість гір Венери на радарних знімках виглядають яскравіше околиць (що пояснюють, в першу чергу, утворенням при низьких температурах добре електропровідних речовин). Гора Маат — найпомітніший виняток: вона досить темна в порівнянні з іншими горами. Можливо, покриття з радіояскравих речовин недавно було залито лавою, засипано вулканічним попелом або не змогло утворитися через особливості хімічного складу самої поверхні.
З горою Маат і сусідньою горою Уззиних пов'язана найбільша гравітаційна аномалія Венери: гравітаційне прискорення там підвищено на 0,27 Гал. Максимуму там досягає і висота венеріанського геоїда.

## Вулканічна активність
Теперішня активність у гори Маат не була зафіксована, але є ряд ознак того, що виверження було порівняно недавно. Це відсутність на її схилах метеоритних кратерів, винятково велика висота (що може означати наявність підтримуючого її мантійного плюму) і незвична для венеріанських гір відсутність радіояскравого покриття (можливо, воно не встигло утворитися з часів останнього виверження). Час, який потрібно для утворення такого покриття, невідомий; згідно з рядом припущень, потрібний час вимірюється десятками або сотнями мільйонів років.
На схилах гори видно не тільки лавові потоки (з різкими межами і середньою яскравістю на радарних знімках): на північному схилі є великий темний потік з розмитими межами. Його інтерпретують як відкладення, залишене пірокластичним потоком при плінієвому виверженню гори.
Є припущення, що саме виверження гори Маат стало причиною сильних коливань концентрації діоксиду сірки та метану в нижній і середній атмосфері Венери, що були виявлені зондами «Піонер-Венера-1» і «Піонер-Венера-2» у 1980-х роках.